# 国民議会 (モルディブ)
国民議会（こくみんぎかい、ディベヒ語: ރައްޔިތުންގެ މަޖިލިސް、英語: People's Majlis）は、モルディブ共和国の立法府である。
2008年憲法制定により、選挙制度は大きく変更された。

## 概要
- 設置年：1965年

### 現行制度
- 任期：5年（解散あり）
- 定数：77
- 選挙制度：単純小選挙区制。全議員を直接選挙。
  - 選挙権者：18歳以上のすべてのモルディブ国民（憲法第26条）。ただし、非ムスリムは国籍（市民権）を得られないため（憲法第9条d項）、選挙権を有しない。
  - 被選挙権者：(1) モルディブ国民である、(2) 外国国民（市民）ではない、(3) スンナ派のムスリムである、(4) 18歳以上である、(5) 行為能力を有する、のすべての条件を満たす者は、被選挙権を有する（憲法第73条a項）。ただし、外国人からモルディブ国民となった者については、国籍を取得し、かつ、モルディブに居住してから5年後でなければ被選挙権を得られない（同条b項）。また、(1) 債務不履行者、(2) 刑事犯罪で有罪を宣告され、12ヶ月を超える刑期に服している、(3) かつて(2)の状態にあり、その釈放または赦免から3年を経過していない、(4) 司法官である、のいずれかの条件に当てはまる者も被選挙権を認められない（同条c項）。

### 2008年憲法制定前の制度
- 任期：5年（解散あり）
- 定数：50
- 選挙制度：
  - 42人: 単記非移譲式投票。首都マレと20の環礁（アトール）で21選挙区を構成し、1選挙区から普通選挙（強制投票制）により2人ずつ選出
  - 8人: 大統領が任命

## 国民議会の権限
国民議会には、モルディブの立法権が帰属する（憲法第5条・第70条a項）。その具体的内容は、(1) 憲法の改正、(2) イスラムの教義に矛盾しないあらゆる法律案の採択、または法律の改正・廃止、(3) 行政権の監督、応答責任を有する行政権の保証、(4) 年度予算・補正予算の承認、(5) 法律に従った独立機関に関する決定、(6) 公的重要性をもつ案件に関する国民投票の実施、などを指す（同条b項）。国民議会はイスラムの教義に矛盾する法律を可決してはならない、と定められている（同条c項）。 

## 三権との関係
モルディブ2008年憲法は、立法権は国民議会に属し（第5条）、行政権（執行権）は大統領に属し（第6条）、司法権は裁判所に属する（第7条）と定めている。ここで問題となるのは、大統領と議会との関係である。大統領も、国民議会と同様の選挙権者による直接選挙で選出され（第108条）、(1) 1回目の投票で総投票数の50％を超える得票の候補、(2) 1回目の投票で50％を超える得票の候補が現れなかった場合には、上位2名の候補による決選投票の勝者、のいずれかが大統領となる（第111条）。
すなわち、議会の選挙結果と大統領の選挙結果とは直接リンクしないのである。さらに内閣については、副大統領（大統領が選挙中に提示した人物が就任。第112条b項）・大臣・司法長官により構成され、副大統領以外はその任命につき国民議会の承認を必要とする（第129条）。なお、議会内多数派の支持を受けて選出される「首相」（あるいは、それに相当する地位）は、現行のモルディブの国制では存在しない。
以上からモルディブの国制は、大統領制としては特に権力分立という面で典型的なシステムとなっていることがうかがえる。また、大統領と議会内多数派との不一致が起こりやすいことも見てとれる。初の民主的な大統領選挙である2008年大統領選では、モルディブ民主党のモハメド・ナシードが勝利したが、ナシードは2回目の投票（決選投票）での勝者であり、1回目の投票ではマウムーン・アブドル・ガユームに大差を付けられての2位だったのである。すなわち、ナシード個人ないしモルディブ民主党単体として国民議会で優位な地位を築くことは、この時点ですでに厳しいことが明らかとなっていた。
現実に翌2009年の総選挙（国民議会選挙）では、大統領与党のモルディブ民主党は過半数を制するどころか、ガユームの影響力が強い野党のモルディブ人民党に遅れをとる第2党に甘んじてしまう。このような大統領と議会との「ねじれ」は、ナシード政権が2012年初めの混乱、崩壊にまで至る原因の1つとなった。

## 過去の総選挙
- 実施日：2014年3月22日

| 党派別議席数              | 党派別議席数 |
| 党派                      | 議席数       |
| ------------------------- | ------------ |
| モルディブ進歩党（PPM）   | 33           |
| モルディブ民主党（MDP）   | 26           |
| 共和党(JP)                | 15           |
| 無所属                    | 5            |
| モルディブ開発連合（MDA） | 5            |
| 正義党（AP）              | 1            |

- 出典　IPU "Maldives LAST ELECTIONS"

### 2009年総選挙
- 実施日：2009年5月9日（現行憲法下初の選挙である）

| 党派別議席数            | 党派別議席数 |
| 党派                    | 議席数       |
| ----------------------- | ------------ |
| モルディブ人民党（DRP） | 28           |
| モルディブ民主党（MDP） | 26           |
| 無所属                  | 13           |
| 人民同盟（PA）          | 7            |
| モルディブ国民党（DQP） | 2            |
| 共和党（RP）            | 1            |

- 出典　IPU "Maldives LAST ELECTIONS"

### 2005年総選挙
- 実施日：1月22日

| 党派別議席数            | 党派別議席数 |
| 党派                    | 議席数       |
| ----------------------- | ------------ |
| 政府候補                | 30           |
| モルディブ民主党（MDP） | 8            |
| その他                  | 4            |

- 開票直後の結果は、政府候補20、モルディブ民主党18であったが、その後、修正された。